# Botoreco
Botoreco is een bestuurslaag in het regentschap Blora van de provincie Midden-Java, Indonesië. Botoreco telt 5649 inwoners (volkstelling 2010).